# یو وون که
یو وون که (کره‌ای: 여운계؛ ۲۵ فوریه ۱۹۴۰ – ۲۲ مه ۲۰۰۹ بازیگر اهل کره جنوبی بود. او فعالیت خود را در شبکه تلویزیونی KBS آغاز کرد و در سریال جواهری در قصر با بازی در نقش بانو یونگ به محبوبیت رسید. او در سن ۶۹ سالگی در اثر متاستاز ریوی سرطان کلیه در اینچئون در گذشت.

## زندگی‌نامه
او در سال ۱۹۴۰ در هواسانگ گیونگی دو زاده شد و فارغ‌التحصیل دبیرستان دختران موهاک دختران کره جنوبی بود و از آنجا در دانشکده علوم انسانی کره جنوبی در رشته ادبیات کره‌ای پذیرفته شد. او در دوران دبیرستان در دبیرستان موهاک دختران بود و در مدرسه بین‌المللی چونگدو در حال فعالیت بود. دوران دانشگاه او در دانشگاه ملی کره سپری شد. او درس خودرا با فعالیت کردن به همراه پارک گون هیونگ آغاز کرد .جون وون جو و نا مون هی هنر مندان نزدیک و دوستان صمیمی او بودند.

## فعالیت
او پس از فارغ‌التحصیلی از دانشگاه در سال ۱۹۶۲ فعالیت خود را درگروه تئاتر KBS شروع کرد. او قادر بود یک کار تلویزیونی موفق ارائه کند. در همین سال استعداد خود را برای رفتن به گروه آزمایشگاهی تضمین کرد؛ و پس از گذراندن آن در سال ۱۹۶۴ به TBC بازگشت و کار خود را با نمایش تلویزیونی (من قناری برف) در اولین خانه تئاتر جمهوری کره که در یک رستوران روستایی بود آغاز کرد. او اغلب نقش مادربزرگ‌ها و نقش‌هایی شبیه نقش‌های مادربزرگ‌ها را بازی می‌کرد. او در سریالهایی چون جواهری در قصر، سام سون دوست داشتنی من، داستان جانگ هوا و هونگ ریون، چرا شما به خانه من آمدید، احمق دوست داشتنی من، خانواده بد، خواهران دریا، خانم کیم میلیاردر می‌شود، ملکه و پادشاه، واگن طلایی، پادشاه ومن، توجی و… ایفای نقش کرده بود.

## مرگ
خانم یو وون که در سپتامبر ۲۰۰۷ تشخیص داده بود که به سرطان کلیه مبتلا شده است و درحالی‌که درSBS در سریال پادشاه و من درد می‌کشید اما به فعالیت خود ادامه داد؛ و سرانجام به علت ذات الریه فعالیت
خود را ترک کرد که نشان دهنده گسترش سرطان به ریه‌های او بود.
یو در مه ۲۰۰۹ وارد بخش مراقبت‌های ویژه بیمارستان شد. گزارش‌ها حاکی از آن بود که او به حالت اغما و کما رفته بود و در حمایت زندگی بود. در نهایت در ۲۲ مه ۲۰۰۹ ساعت ۸ شب در بیمارستان اینچئون کاتولیک در شهر اینچئون کره جنوبی در سن ۶۹ سالگی دار فانی را وداع گفت. مراسم تشییع جنازه او در بیمارستان مجزای دانشگاه یونسئی برگزار شد.